# .ls
.ls to domena internetowa przypisana dla stron internetowych z Lesotho. Została utworzona 13 stycznia 1993. Zarządza nią Lesotho Network Information Centre Proprietary.